# Sirius (schip, 1951)
De Sirius was een actieschip van Greenpeace Nederland, dat in 1981 de voormalige loodsboot in gebruik nam en tot 1998 in gebruik hield.
De Sirius werd in 1950 ten behoeve van het Nederlandse Loodswezen gebouwd op de Boele's scheepswerf te Bolnes. Het schip was na 1981 het vlaggenschip van Greenpeace Nederland en werd tot 2001 gebruikt bij het voeren van acties. Ten slotte lag de Sirius tot eind 2017 zonder voortstuwing of roer in de haven van de NDSM-werf in Amsterdam. Het werd daar gebruikt bij voorlichting en promotie voor jongeren. In februari 2018 werd het gesloopt bij Treffers in Haarlem.

## Specificaties
Het stalen schip is ongeveer 46 meter lang en 8,5 meter breed, met een diepgang van 3 meter. Het heeft een kruissnelheid van 9 knopen en kan een maximale snelheid halen van 12 knopen.

## Acties
- Tegenhouden van het dumpen van radioactief materiaal in de Atlantische Oceaan, 1981
- Verhinderen van transport van kernafval in Scandinavië en Frankrijk
- Protest tegen zeehonden- en walvisjacht in respectievelijk Noorwegen en IJsland
- Laatste actie : tegenhouden van een schip (de Saga Wind) dat hout transporteerde afkomstig van bedreigde oerbossen, november 1998

## Fotogalerij

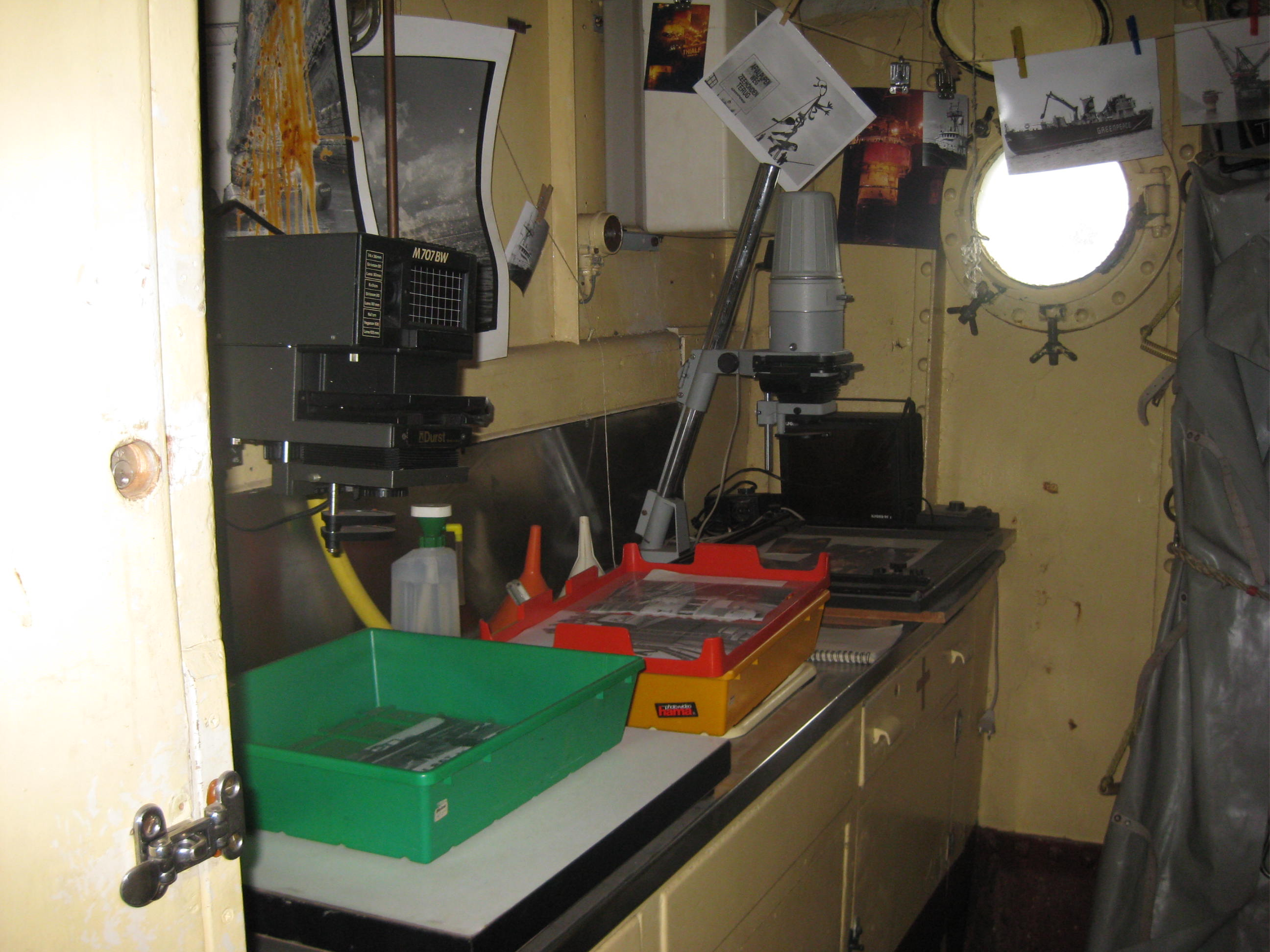
Donkere kamer aan boord
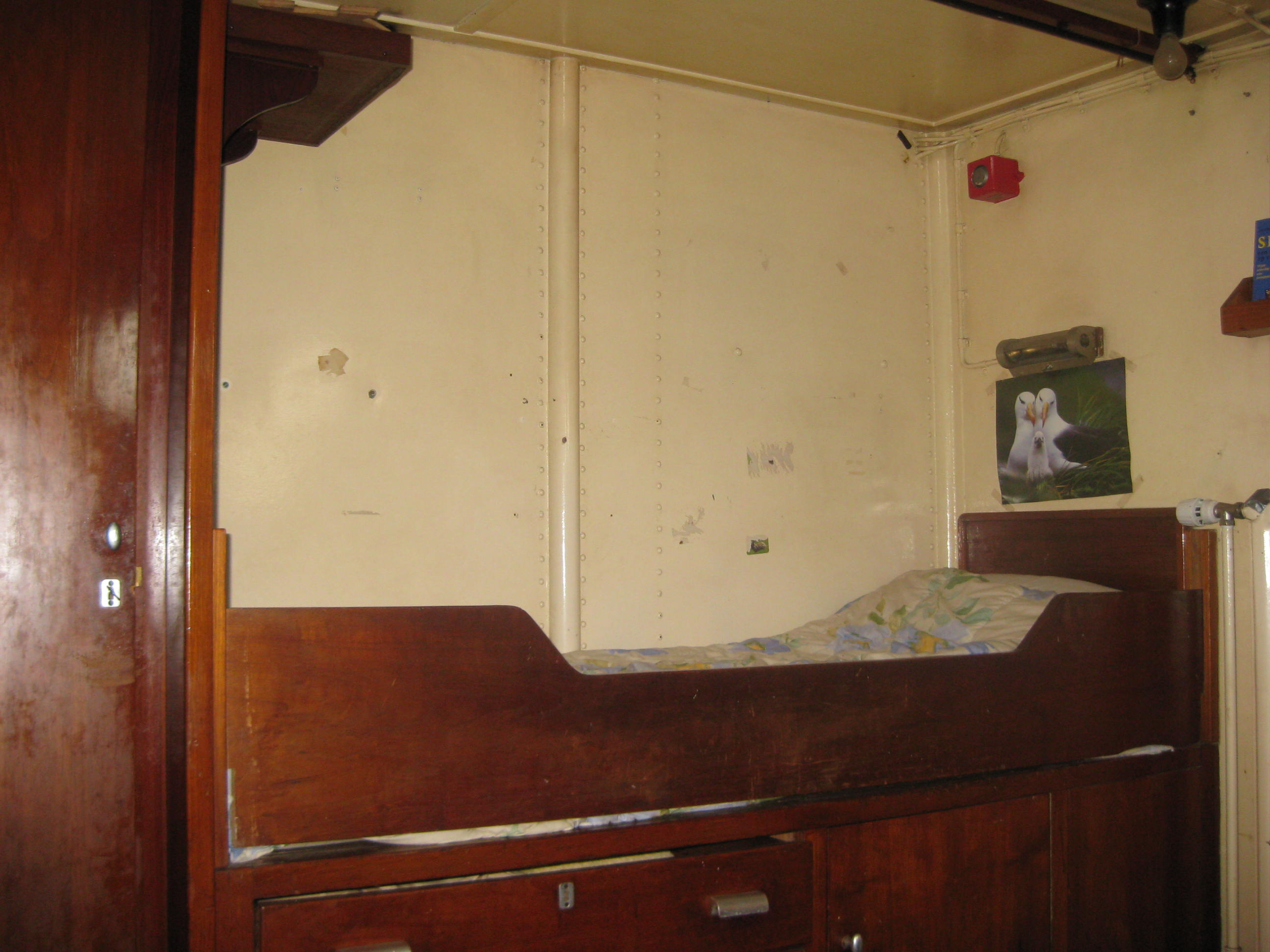
Kooi (slaapplaats aan boord)
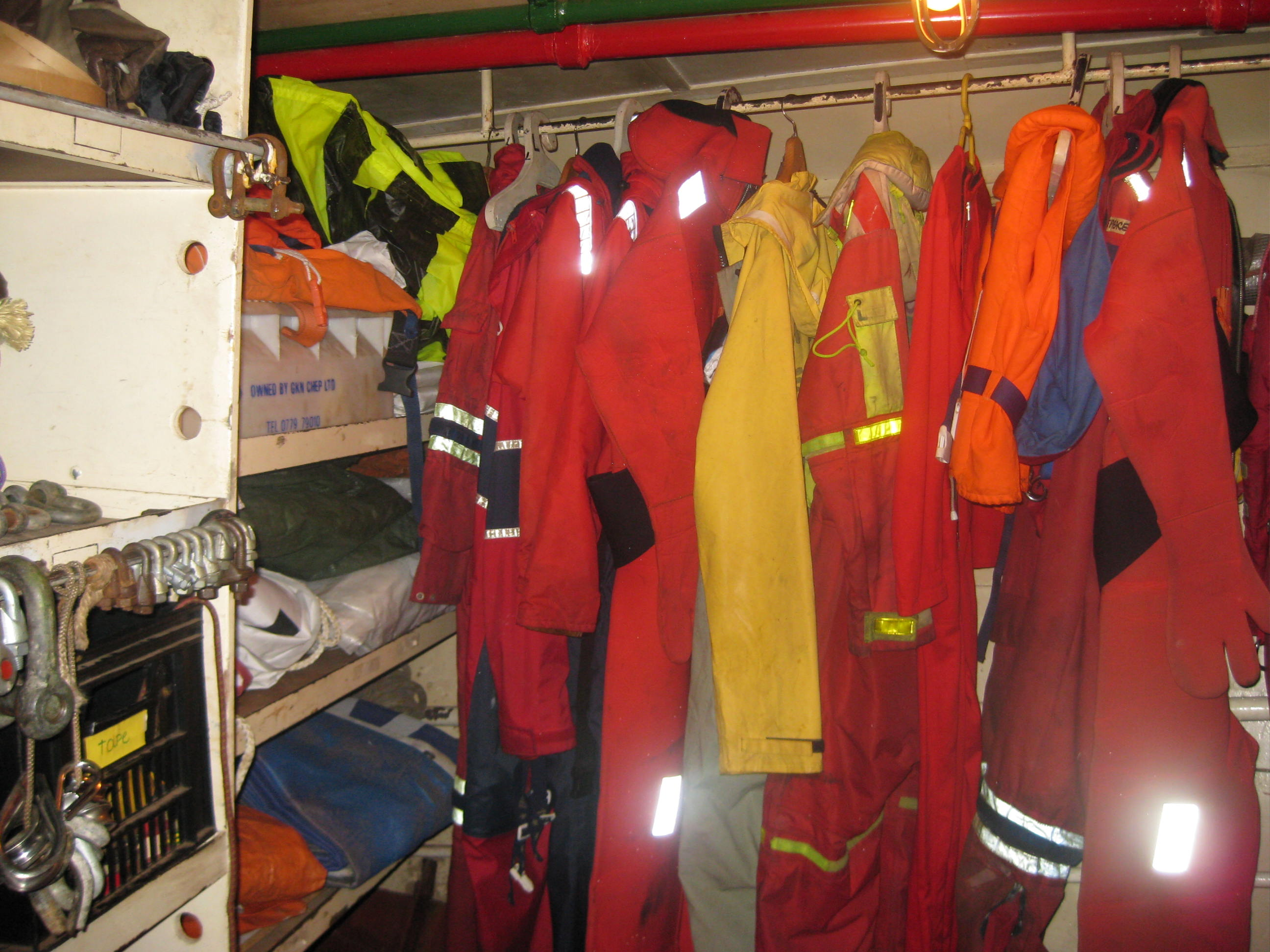
Werkkleding van de bemanning
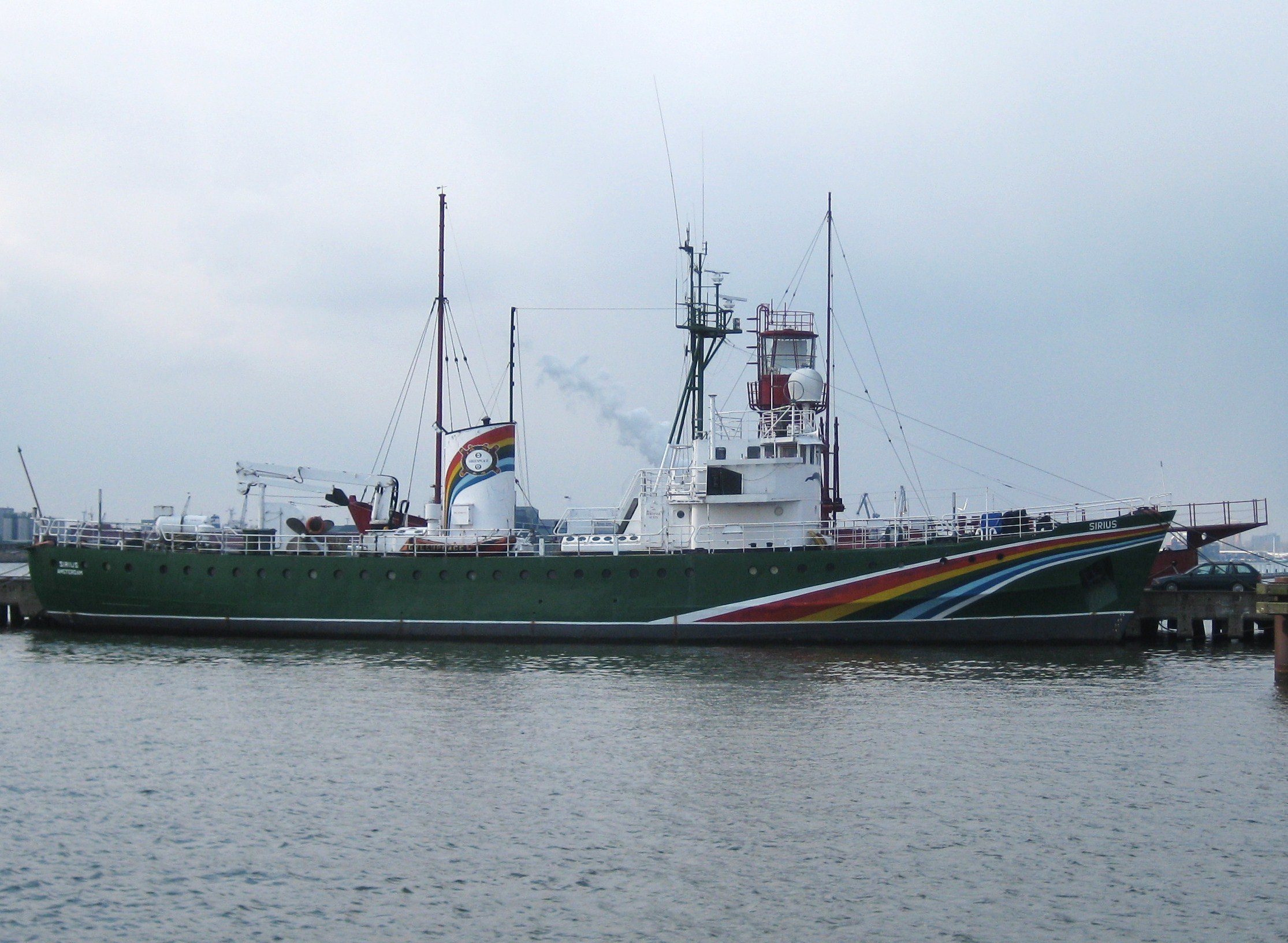
De Sirius op de NDSM-werf